# رومرسهایم
رومرسهایم (به آلمانی: Rommersheim) یک شهر در آلمان است که در بیتبورگ-پروم واقع شده‌است.